# Vaterpolski klub Primošten
Vaterpolski klub Primošten je vaterpolski klub iz Primoštena.
Klupsko sjedište je na adresi Trn 32, Primošten.

## Povijest kluba
Članovi kluba okupili su se u ljeto 1992. godine. Osnovali su ga mladi entuzijast predvođeni Krešimirom Gaćinom. Mnogi od njih su tada još bili srednjoškolci. Klub je osnovan 02. listopada 1993. godine, a za prvoga predsjednika kluba izabran je gore spomenuti Krešimir Gaćina, tada student strojarstva.
Klub je do osnivanja III. hrvatske vaterpolske lige, odigrao nekoliko neslužbenih utakmica. Godine 1995. započima III. liga, a prije lige klub nastupa na turniru u Biogradu. Prvu sezonu III. lige klub je "okrunio" zadnjim mjestom na tablici.
Klub je već 1994. godine organizirao školu vaterpola koju su vodili Joško Gaćina i Denis Jurin, tada još srednjoškolci. Također je organizirana i škola ženskog vaterpola koju je vodio Krešimir Gaćina. Od te sezone klub ima i juniorsku momčad, s čak četrdesetak juniora. Ženski vaterpolo se nije uspio održati dok je juniorska sekcija ostala do danas. 
Zlatno doba VK Primoštena prekinuto je u ljeto 2004. godine kada je tragično preminuo predsjednik kluba i igrač Denis Jurin. Vaterpolisti još nekoliko godina nastupaju u trećoj hrvatskoj ligi te na brojnim vaterpolskim turnirima. Najuspješniji turnir odigran je u Nizozemskoj i Belgiji. VK Primošten redovito nastupa na memorijalnim turnirima "Denis Jurin" te na memorijalnom turniru u Tisnome u čast poginulih vatrogasaca članova prijateljskog VK Tisno.
Trenutno je predsjednik kluba dugogodišnji član i legenda kluba Antonio Huljev Gak.

## Vanjske poveznice
- Vaterpolo klub Primošten  Arhivirana inačica izvorne stranice od 26. studenoga 2010. (Wayback Machine)